# محمد عبد القيوم
محمد عبد القيوم ((بالبنغالية: মুহাম্মদ আব্দুল কাইয়ুম) مواليد 1 مارس 1960) هو محاضر بريطاني من بنجلاديش وإمام مسجد شرق لندن.  عمل سابقًا محاضرًا في الجامعة الإسلامية العالمية ماليزيا. كما كان مذيعًا في البرامج الإسلامية على قناة Peace TV Bangla والقناة 9. 

## خلفية
ولد عبد القيوم في منطقة نواكالي في شرق باكستان (بنغلاديش الآن). درس العلوم الإسلامية والحديث في المدرسة العليا الحكومية في دكا، ثم تابع دراساته في العلوم الإسلامية تحت إشراف العديد من العلماء في الرياض بالمملكة العربية السعودية. في جامعة الإمام محمد بن سعود الإسلامية، حصل على بكالوريوس الآداب في اللغة العربية وآدابها، وماجستير في اللغويات التطبيقية. ثم أصبح محاضرًا للقرآن الكريم باللغة العربية في الجامعة الإسلامية العالمية بماليزيا. 
بعد انتقاله إلى المملكة المتحدة مع عائلته، تم انتخابه خطيب مسجد شرق لندن في عام 1993. في عام 2008، تم إطلاعه على دار ريتشارد هاوس للأطفال وفي عام 2010 أصبح راعياً.  وهو عضو في المجلس الأوروبي للفتوى والبحوث والمجلس الوطني للأئمة، وهو الاسم التشغيلي المسجل لمؤسسة جوزيف بين الأديان.  كما أنه أحد الموقعين على إعلان اسطنبول البيئي.
عبد القيوم يدرس الحديث والعلوم الإسلامية الأخرى إلى جانب محمد أكرم ندوي  ويسعى للحصول على الدكتوراه في SOAS ، جامعة لندن. 
في أوائل يناير 2021،  كان هو وبعض أفراد أسرته قد ثبتت إصابتهم بفيروس COVID-19 وسط الوباء ،  وتم إدخالهم إلى مستشفى لندن الملكي للحصول على الرعاية. 

## العمل الحالي
- إمام وخطيب مسجد شرق لندن [11] [12] [13]

## روابط خارجية
- "Restrained anger at the mosque". BBC News. مؤرشف من الأصل في 2007-10-07. اطلع عليه بتاريخ 2013-04-25.
- إقامة العدل (إنجليزي)
- الموت (إنجليزي)
- الاستعداد لرمضان (إنجليزي)
- الموت (عربي)
- 3 أعمال يحبها الله (البنغالية)